# 长妈妈
长妈妈（1860—1899，「長」）是鲁迅作品《朝花夕拾》中提到的人物，浙江紹興东浦大门溇人，姓名无考，其夫家姓余。她有一个过继的做裁缝的儿子，自己生有一个女儿，后来招进一个女婿。
长妈妈是文学家鲁迅（周树人）小时候家中的一个负责照顾他的保姆。鲁迅在其作品中描写有一篇回忆她的《阿长与〈山海经〉》。长妈妈生得黄胖而矮，鲁迅平时唤她“阿妈”；鲁迅问过她的名字，记得是叫什么姑娘。“阿长”其实是周家之前一个女佣的名字，这位女佣因故不做了，后来的这位阿长顶替了她的位置，周家人叫“阿长”叫得顺口，就没有改过来。她是一个旧式女人，比较迷信，喜欢给鲁迅讲故事和“烦琐之至”的各种规矩。鲁迅对她的感情很深，在《朝花夕拾》中有多篇提到长妈妈。在《从百草园到三味书屋》说长妈妈给他讲美女蛇的故事；《阿长与〈山海经〉》中提到长妈妈曾买了一本《山海经》给他；长妈妈讲得最多的是“长毛”的故事。
“长妈妈只是许多旧式女人中的一个，做一辈子的老妈子（乡下叫做‘做妈妈’），平时也不回家去，直到临死。”1899年4月6日，和鲁老太太雨中乘船去大树港看戏，长妈妈癫痫症发，辰刻身故，年纪大约在“五十六十之间”。